# Paulo Obradović
Paulo Obradović (Dubrovnik, 9 de março de 1986) é um jogador de polo aquático croata, campeão olímpico.

## Carreira
Obradović fez parte do elenco campeão olímpico pela Croácia em Londres 2012.